# Raudalu

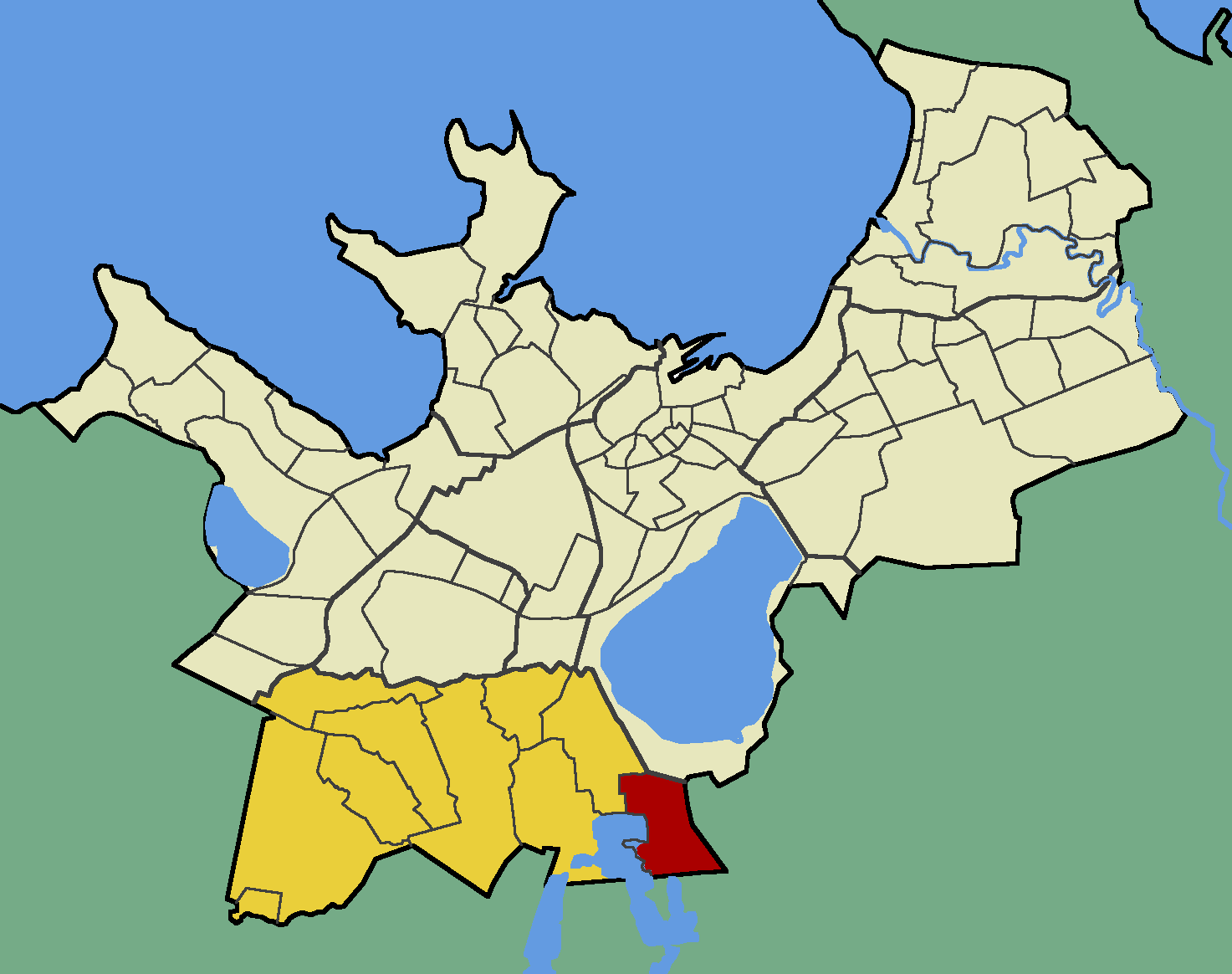
Der Bezirk Raudalu (rot) im Tallinner Stadtteil Nõmme (gelb)

Raudalu ist ein Bezirk (estnisch asum) der estnischen Hauptstadt Tallinn. Er liegt im Stadtteil Nõmme am südlichen Stadtrand von Tallinn.

## Beschreibung
Der dünn besiedelte, grüne Stadtbezirk hat 732 Einwohner (Stand 1. Mai 2010). Seine Fläche beträgt 2,41 Quadratkilometer.
In Raudalu liegt die Fabrik der estnischen Speiseeis-Marke Balbiino.